# Вобян, Санасар Ервандович
Санасар Ервандович Вобян — советский военный, государственный и политический деятель.

## Биография
Родился в 1910 году в нынешнем Спитаке в Армении. Армянин. Член ВКП(б) с 1932 года.
С 1928 года — на военной, общественной и политической работе. В 1928—1943 гг. — красноармеец, на политической работе в танковых частях Закавказской СФСР и Армянской ССР, участник Великой Отечественной войны, военный комиссар 137-й танковой бригады, военный комиссар 44-й гвардейской танковой бригады, военный комиссар 122-й танковой бригады.
Избирался депутатом Верховного Совета СССР 1-го созыва.
Погиб при бомбёжке в 1943 году в деревне Ходоровка. Похоронен в этой же деревне.